# Лаосская скальная крыса
Лаосская скальная крыса (лат. Laonastes aenigmamus) — вид грызунов из семейства Diatomyidae подотряда дикобразообразные (Hystricomorpha). Живое ископаемое.

## Распространение
Юго-Восточная Азия: Лаос, провинция Кхаммуан.

## Описание
Похожие на крыс грызуны, обитающие среди камней на карстовых известняках горных склонов. Длина около 26 см, хвост 14 см, вес 400 г. На голове несут длинные бакенбарды; имеют короткие, большие лапы и пушистый хвост. Впервые были обнаружены в 1996 году на рынке в лаосском городке Тхакхэк американским биологом Робертом Тимминсом, одним из соавторов описания нового вида. Местные жители продавали этих животных на мясо на одном прилавке вместе с овощами.
Молекулярно-генетические данные показали, что новый таксон является сестринской кладой к гребнепалым крысам, или гундиевым (Ctenodactylidae), небольшому семейству североафриканских грызунов.

## Охранный статус
Авторы открытия, учитывая близость множества деревень к месту обитания данного вида, первоначально предлагали включить эту крысу в список видов с неопределенным статусом, по которым нет достаточных данных (IUCN Data Deficient category). В 2008 году вид был признан редким и включён в список охраняемых видов Международного союза охраны природы (IUCN Endangered category) в статусе «Вымирающие виды». В 2016 году был переведён в статус вида, вызывающего наименьшие опасения.

## Этимология названия
Научное родовое название Laonastes составлено из др.-греч. λᾶας «камень» и ναστης «обитатель», а видовое название aenigmamus — др.-греч. αἴνιγμα «загадка» и μῦς «мышь» соответственно. В Лаосе местные жители называют эту крысу лаос. Kha-nyou (или ga-nyou).

## Систематика
Единственный вид рода Laonastes Jenkins, Kilpatrick, Robinson & Timmins, 2005, который (вслед за авторами первоописания) иногда выделяют в отдельное семейство Лаонастовые (Laonastidae). В 2006 году этот вид был отнесён к ископаемому семейству Diatomyidae Mein & Ginsburg, 1997, вымершему, как считалось, 11 млн лет назад в миоцене.